# Arcibiskup canterburský

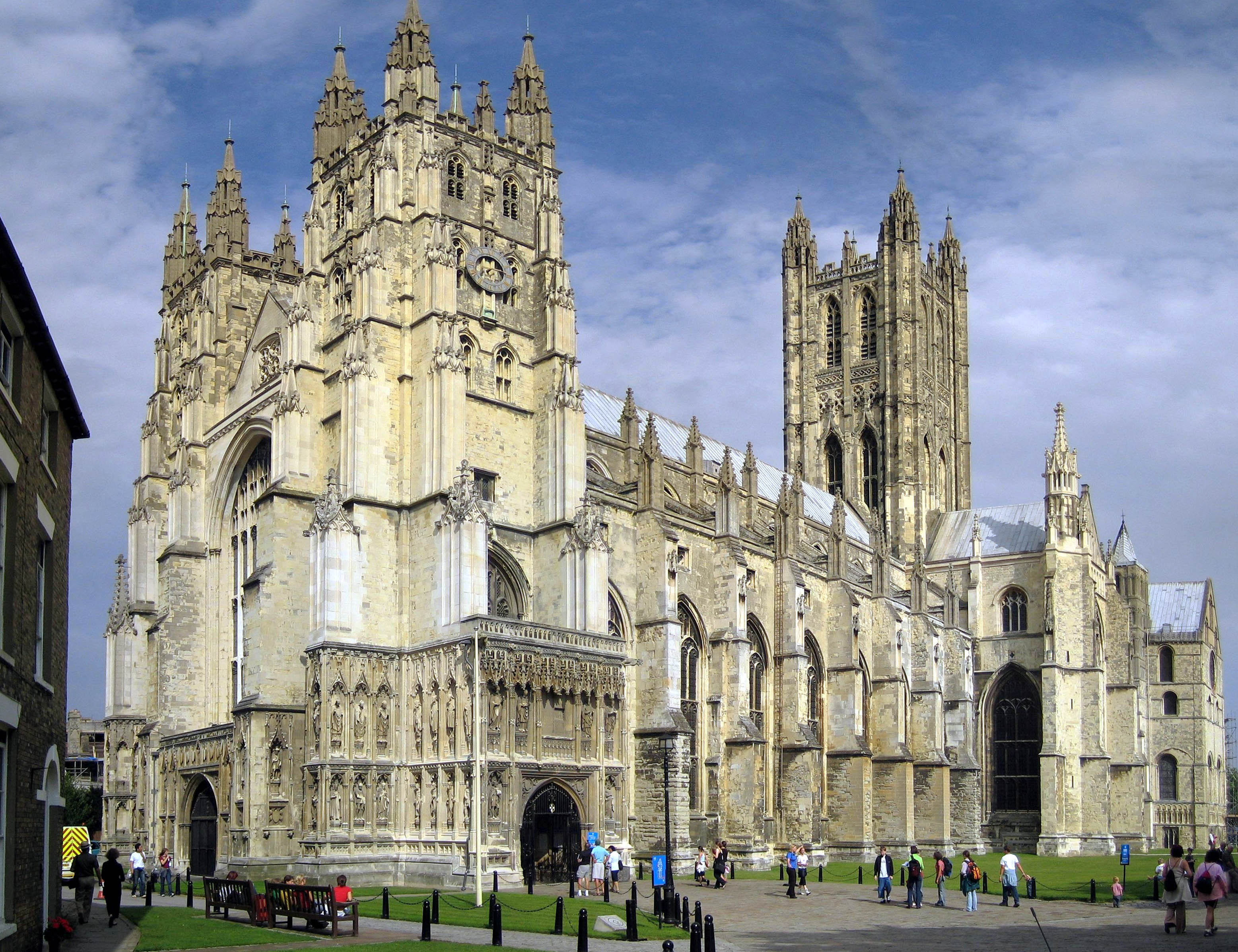
Canterburská katedrála

Arcibiskup canterburský je nejvyšší biskup, představený Anglikánské církve, symbolický nejvyšší představitel světové anglikánské komunity a diecézní biskup Canterburské diecéze. Posledním arcibiskupem byl Justin Welby, který byl v pořadí 105. arcibiskupem canterburským. Na funkci rezignoval 12. listopadu 2024, od té doby je post uprázdněn.
Prvním arcibiskupem byl svatý Augustin z Canterbury, který roku 597 založil první anglickou diecézi. Od jeho dob až do 16. století byli arcibiskupové ve spojení se svatým stolcem v Římě a tak obdrželi pallium. V období anglické reformace došlo k odluce církve v Anglii z vlivu papeže a Římskokatolické církve. Tato odluka měla zpočátku přechodný charakter, ale postupně došlo k trvalému oddělení obou církví a ustavení nezávislosti Anglikánské církve.
Ve středověku existovaly různé variace nominace na pozici arcibiskupa a biskupů. V některých případech byl volen sborem kanovníků Canterburské katedrály, jmenován králem nebo papežem. Od dob reformace Anglikánská církev získala statut státní církve a výběrem arcibiskupa je zákonem pověřen panovník. V současnosti je jmenován předsedou vlády ve jménu panovníka a je vybírán ze seznamu dvou kandidátů navržených Královskou nominační komisí.